# Jerzy Brejza
Jerzy Brejza (ur. 24 kwietnia 1895 w Pawłowicach Śląskich, zm. 1 lipca 1978 w Pawłowicach Śląskich) – polski duchowny katolicki, proboszcz parafii św. Pawła Apostoła w Zabrzu Pawłowie.
23 kwietnia 1922 roku we Wrocławiu przyjął święcenia kapłańskie. 22 kwietnia 1934 roku, po śmierci księdza Edwarda Mendego, został proboszczem parafii św. Pawła Apostoła w Zabrzu Pawłowie. Poprzednio duszpasterzował w parafiach Nowy Bytom, Łagiewniki, Siemianowice Śląskie, Świętochłowice oraz Świętochłowice-Zgoda. Był dyrektorem "Stowarzyszenia Dziecięctwa Jezusowego". Założył także "Krucjatę Eucharystyczną".
Na emeryturę przeszedł 27 czerwca 1967 roku i zamieszkał w rodzinnych Pawłowicach Śląskich.
Został pochowany na cmentarzu w Zabrzu Pawłowie.
Jego imieniem została nazwana jedna z ulic w Pawłowie.